# Relaciones México-Suecia
Las naciones de México y Suecia establecieron relaciones diplomáticas en 1885. Ambas naciones son miembros de las Naciones Unidas y la Organización para la Cooperación y el Desarrollo Económicos.

## Historia
Las relaciones iniciales entre México y Suecia comenzaron en 1850 cuando se abrió un consulado sueco en la ciudad de Veracruz. El 29 de julio de 1885, se firmó el Tratado de Amistad, Comercio y Navegación entre las dos naciones. En 1913, Suecia abrió una misión diplomática en la Ciudad de México. La misión fue ascendida a nivel de embajada en 1956.
En 1980, el presidente José López Portillo visitó Suecia en una viaje oficial, convirtiéndose en el primer jefe de Estado mexicano en hacerlo. En 1982, el Rey Carlos XVI Gustavo de Suecia y la Reina Silvia de Suecia hicieron una visita oficial a México. Los monarcas luego harían una segunda visita de estado a México en 2002. También ha habido varias visitas de alto nivel de presidentes mexicanos y primeros ministros suecos a los países de cada uno, respectivamente.
En 1982 Alfonso García Robles de México y Alva Myrdal de Suecia recibieron el Premio Nobel de la Paz por su trabajo en las negociaciones de desarme de las Naciones Unidas. En 2013, el primer ministro sueco Fredrik Reinfeldt realizó una visita oficial a México y se reunió con el presidente mexicano Enrique Peña Nieto. Durante la visita, ambas naciones destacaron la importancia de las relaciones entre ambas naciones y firmaron varios acuerdos bilaterales.
En 2022, se instaló un 'Grupo de Amistad México-Suecia' dentro de la Cámara de Diputados de México con el fin de fortalecer los vínculos parlamentarios y la diplomacia entre ambas naciones. En 2023, ambas naciones celebraron 138 años de relaciones diplomáticas.
En marzo de 2024, el rey de Suecia Carlos XVI Gustavo y la reina Silvia realizaron una visita de tres días a México, por invitación del presidente Andrés Manuel López Obrador.

## Visitas de alto nivel

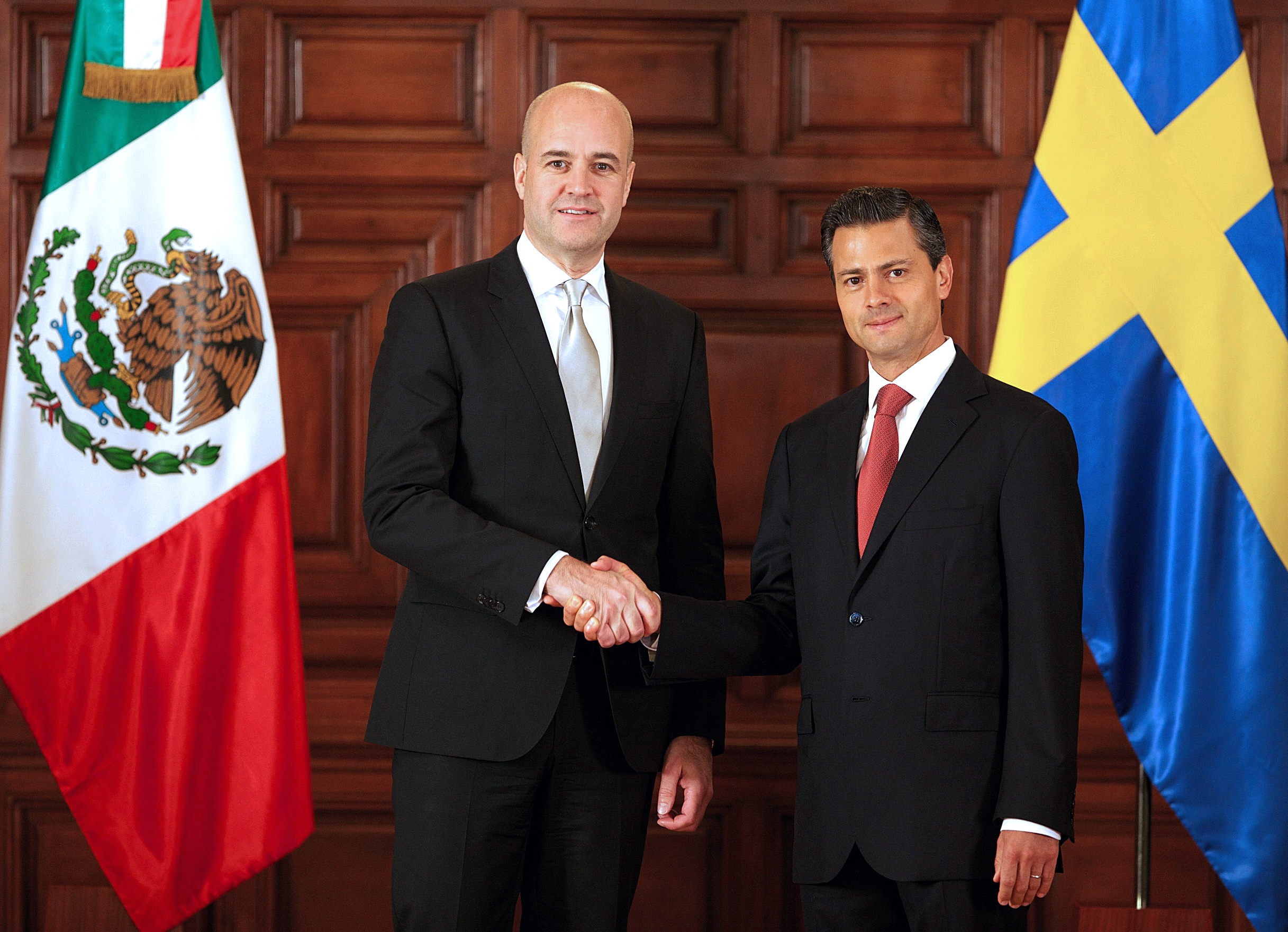
Primer ministro sueco Fredrik Reinfeldt junto con el presidente mexicano Enrique Peña Nieto en la Ciudad de México, 2013.

Visitas de alto nivel de México a Suecia
- Presidente José López Portillo (1980)
- Presidente Miguel de la Madrid (1988)
- Presidente Carlos Salinas de Gortari (1993)
- Presidente Vicente Fox (2003)

Visitas de alto nivel de Suecia a México
- Primer ministro Thorbjörn Fälldin (1981)
- Rey Carlos XVI Gustavo de Suecia (1982, 2002, 2024)
- Primer ministro Olof Palme (1984)
- Primer ministro Ingvar Carlsson (1986)
- Primer ministro Fredrik Reinfeldt (2013)

## Acuerdos bilaterales
A lo largo de los años, ambas naciones han firmado varios acuerdos bilaterales, como un Tratado de Amistad, Comercio y Navegación (1885); Acuerdo sobre la eliminación de visas para titulares de pasaportes ordinarios (1954); Acuerdo de Cooperación Científica y Técnica (1980); Acuerdo para Evitar la Doble Imposición e Impedir la Evasión Fiscal en materia de Impuestos sobre la Renta y su Protocolo (1992); Acuerdo para establecer reuniones conjuntas para discutir intereses comunes (1998); Acuerdo sobre la Promoción y Protección recíproca de Inversiones (2000); Acuerdo de Cooperación de Crédito y Exportación (2013) y un Acuerdo de Cooperación Minera (2013).

## Transporte
Hay vuelos directos entre Cancún y Estocolmo con TUI Airways.

## Comercio
En 1997, México firmó un Tratado de Libre Comercio entre México y la Unión Europea (la cual también incluye a Suecia). Desde entonces, el comercio entre las dos naciones ha aumentado dramáticamente. En 2023, el comercio entre México y Suecia ascendió a $1.4 mil millones de dólares (USD). Las principales exportaciones de México a Suecia incluyen: máquinas de procesamiento de datos, productos manufacturados, minerales, café y alcohol. Las principales exportaciones de Suecia a México incluyen: productos manufacturados, automóviles y productos farmacéuticos. Se encuentra más de 200 empresas suecas que operan en México, entre ellas: AstraZeneca, Ericsson, SKF, Svenska Cellulosa Aktiebolaget y Volvo (entre otros).

## Misiones diplomáticas residentes
- México tiene una embajada en Estocolmo.[12]
- Suecia tiene una embajada en la Ciudad de México.[13]

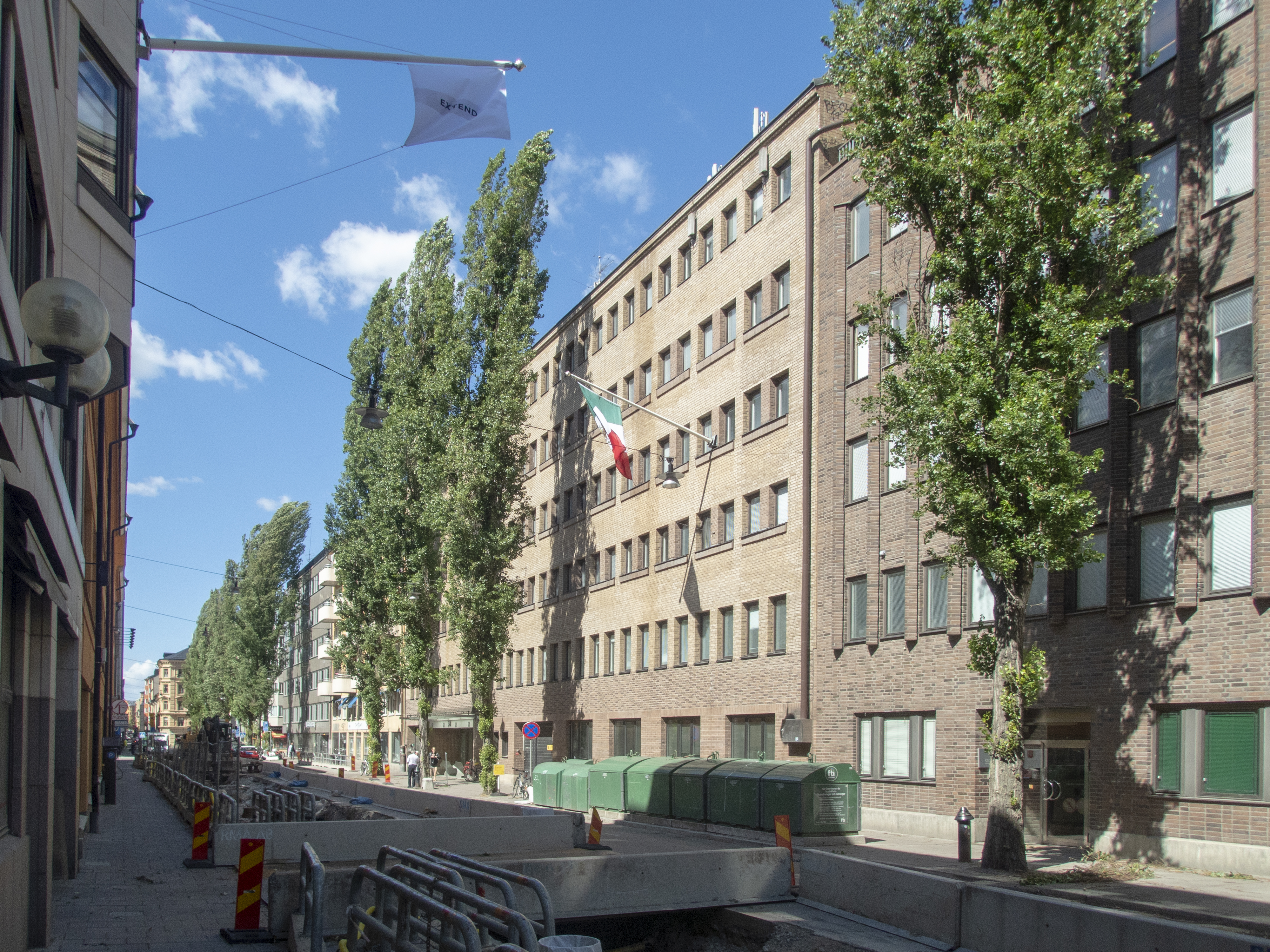
Embajada de México en Estocolmo
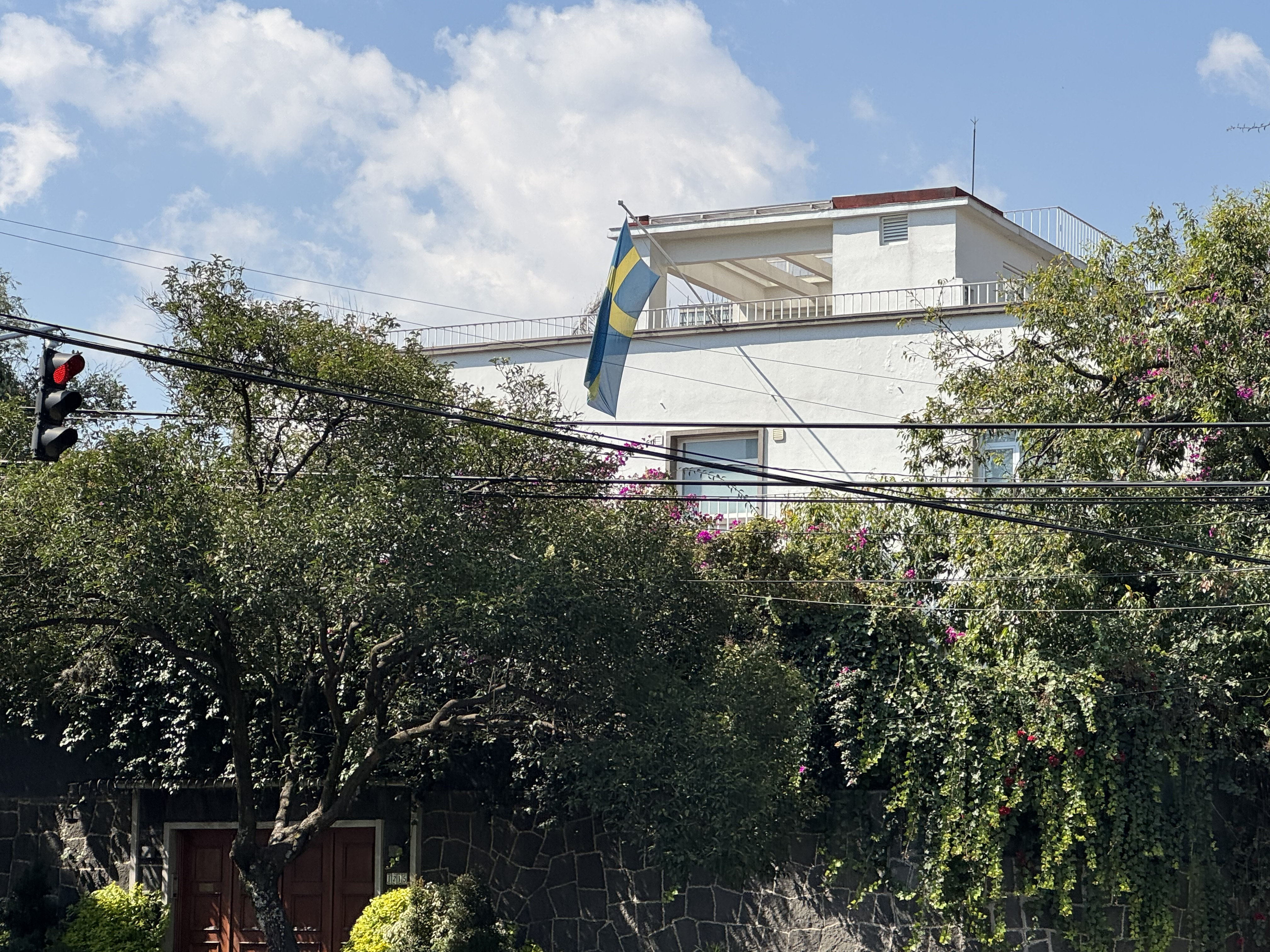
Embajada de Suecia en Ciudad de México